# 10542 Ruckers
10542 Ruckers è un asteroide della fascia principale. Scoperto nel 1992, presenta un'orbita caratterizzata da un semiasse maggiore pari a 2,2196086 UA e da un'eccentricità di 0,0848394, inclinata di 3,29464° rispetto all'eclittica.